# Раденка Цветић
Раденка Цветић (Сремска Митровица, 1960) доктор је правних наука и редовни професор Правног факултета Универзитета у Новом Саду

## Образовање
Дипломирала је на Правном факултету у Новом Саду 1983. године. На истом факултету је магистрирала 1987. године одбранивши рад на тему „Удруживање пољопривредног земљишта – правни аспекти”.
Јануара 1995. године положила је правосудни испит.
На Правном факултету у Нишу 1998. године одбранила је докторску дисертацију с темом „Право прече куповине“.
Говори енглески, а служи се руским језиком.

## Радна места
- На основним студијама предаје Увод у грађанско право и Стварно право.
- На мастер студијама држи наставу из предмета Евиденција непокретности.
- На докторским академским студијама, на смеру Приватно право, поверено јој је извођење наставе из предмета Систем грађанског права и Стварно право – одабране теме.
- Изводила је наставу из изборног предмета Судска пракса (Грађанско право).
- Као асистент је држала вежбе на Економском факултету у Суботици и Новом Саду из наставних предмета Међународно привредно право и Право за економисте.

Од децембра 2002. до октобра 2004. године била је продекан за наставу Правног факултета у Новом Саду.

## Чланство у организацијама и телима
Од 2002. до 2004. године била је секретар програма Практично правно образовање, који је реализован уз помоћ Америчког удружења правника за Средњу и Источну Европу (АBА/CЕЕLI).

## Научни рад
Области научног интересовања су општи део грађанског права и стварно право, а нарочито право прече куповине, државина и евиденција непокретности.
У оквиру међууниверзитетске сарадње боравила је на Правним факултетима у Халеу (Немачка), Мишколцу (Мађарска) и Њу Џерсију (Сједињене Америчке Државе). Учествовала је на годишњим конференцијама ABA/CEELI и Иницијативе за повезивање балканских правних факултета (у Будви 2001. године, Скопљу 2002. године и Ријеци 2003. године), те на курсевима о правним клиникама (у Нишу 2001. године и Скопљу 2002. године). У оквиру Иницијативе за повезивање балканских правних факултета боравила је на Правном факултету Радгерс Универзитета у Нуарку, Њу Џерси, САД, 2004. (Rutgers University School of Law, Center for Law and Justice, Newark, New Jersey, USA).
Учествује на пројекту "Биомедицина, заштита животне средине и право" који финансира Министарство просвете, науке и технолошког развоја Србије, као и на пројекту Правног факултета у Новом Саду под називом „Правна традиција и нови правни изазови“.

## Изабрана библиографија

### Књиге
1. Цветић, Раденка (2016). Савремена евиденција непокретности. Центар за издавачку делатност Правног факултета у Новом Саду.
2. Цветић, Раденка (2004). Практикум за судску праксу – грађанско право, Правна дејства државине. 3Д+.
3. Цветић, Раденка (2002). Право прече куповине. СЦИ.
4. Попов, Даница; Цветић, Раденка; Николић, Душан (1992). Практикум за грађанско право, друга књига: Стварно право. Наука.
5. Попов, Даница; Цветић, Раденка; Николић, Душан (1991). Практикум за грађанско право, прва књига: Општи део. ТИМ НТ.

### Научни радови
1. Цветић, Раденка (2017). „Право етажних власника на заједничким деловима зграде”. Зборник радова Правног факултета у Новом Саду. 51 br.4: 1343—1362. Архивирано из оригинала 29. 10. 2018. г. Приступљено 25. 10. 2018.
2. Цветић, Раденка (2016). „Моћ правног оквира у заштити животне средине”. 1. Научни скуп "Заштита животне средине и право", Нови Сад: Правни факултет, 3. новембар, 2016. br. 3: 33—34.
3. Цветић, Раденка (2016). „Заједничка својина супружника и савесно стицање поуздањем у катастар непокретности”. Зборник радова Правног факултета у Новом Саду. 50 br. 3: 823—842.[мртва веза]
4. Цветић, Раденка (2016). „Развој стварног права Србије у складу са европским правним стандардима”. 1. Научни скуп „Теоријски и практични проблеми стварања и примене права (ЕУ и Србија)", Нови Сад: Правни факултет, 11. јануар, 2016: 71—73.
5. Цветић, Раденка (2015). „Значај негаторне тужбе за заштиту животне средине”. Зборник радова Правног факултета у Новом Саду. 49 br. 4: 1583—1595.[мртва веза]
6. Цветић, Раденка (2015). „Домашај начела уписа и начела поуздања у катастар непокретности у нашој судској пракси”. Зборник радова Правног факултета у Новом Саду. 49 br. 3: 1017—1036.[мртва веза]
7. Цветић, Раденка (2015). „Грађанско право, биомедицина и заштита животне средине”. “, 1. Научни скуп „Биомедицина, заштита животне средине и право", Нови Сад: Правни факултет, 23. новембар, 2015: 17—18.
8. Цветић, Раденка (2014). „Право прече куповине у извршном поступку у Републици Србији”. Зборник радова Правног факултета у Новом Саду. 48 br. 4: 147—160.[мртва веза]
9. Цветић, Раденка (2014). „Одрживи развој и еколошка штета”. Зборник радова Правног факултета у Нишу. br. 68: 291—302.
10. Цветић, Раденка (2013). „Пореска обавеза и упис у катастар непокретности: поводом једне одлуке Уставног суда Србије”. Зборник радова Правног факултета у Новом Саду. 47 br. 3: 209—221.[мртва веза]
11. Цветић, Раденка (2013). „Заштита животне средине - померање тежишта ка заштитном објекту”. Зборник радова Правног факултета у Новом Саду. 47 br. 4: 117—129.[мртва веза]
12. Цветић, Раденка (2012). „Кодификација стварног права у Србији - постигнуто и могућа будућност”. Зборник радова Правног факултета у Новом Саду. 46 br. 4: 145—155.[мртва веза]
13. Цветић, Раденка (2011). „Састав катастра непокретности”. Зборник радова Правног факултета у Новом Саду. 45 br. 2: 155—165.[мртва веза]
14. Цветић, Раденка (2011). „Правна способност и биомедицина - биомедицинска дискриминација”. Зборник радова Правног факултета у Новом Саду. 45 br. 3: 349—362.[мртва веза]
15. Цветић, Раденка (2010). „Уписи у катастар непокретности” (PDF). Зборник радова Правног факултета у Новом Саду. 44 br. 3: 243—255.[мртва веза]
16. Цветић, Раденка (2009). „Европски оквир стварног права Србије”. 1. Међународна научна конференција “Право Републике Србије и право Европске уније - стање и перспективе", Ниш: 187—209.
17. Цветић, Раденка (2008). „Стварно право у Војводини између два светска рата”. Зборник Матице српске за друштвене науке. br. 125: 21—32.
18. Цветић, Раденка (2008). „Место права прече куповине у Грађанском законику”. 1. Међународни научни скуп „Актуелна питања грађанске кодификације", Ниш: Правни факултет, Центар за публикације, 20 Мај, 2008: 185—194.
19. Cvetić, Radenka (2005). „Az általános kártérítési jogszabályok alkalmazása az államosított vagyon visszaszármaztatási és kárpótlási eljárásában”. Bíró G., Szalma J. (szerk.): Kötelmi jogi kodifikációs tanulmányok, 2003-2005, Miškolc, Novotni Alapítvány a Magánjog Fejlesztéséért: 225—235.
20. Цветић, Раденка (2004). „Нека спорна питања везана за институт права прече куповине”. Гласник Адвокатске коморе Војводине. 76 br. 5: 159—169.
21. Цветић, Раденка (2004). „Овера уговора и законско право прече куповине”. Судска пракса. 24 br. 1: 54—56.
22. Цветић, Раденка (2004). „Пуноважност уговора о продаји – услов за вршење права прече куповине”. Судска пракса. 24 br. 2-3.
23. Цветић, Раденка (2004). „Развој стварног права у Србији: институт стицања права својине налазом туђе изгубљене ствари”. Зборник радова Правног факултета у Новом Саду. 38 br. 2: 337—359.
24. Цветић, Раденка (2003). „Реформа грађанског права у Републици Хрватској”. 1. Међународни научни скуп „Грађанска кодификација", Ниш: Правни факултет, 21-22 Мај, 2003: 95—105.
25. Cvetić, Radenka (2003). „Real Estate Records in Serbia and Montenegro”. Transition Studies Review. 10 br. 3: 35.
26. Цветић, Раденка (2003). „Нека спорна питања везана за институт права прече куповине”. Зборник радова Правног факултета у Новом Саду. 37 br. 3.
27. Цветић, Раденка (2003). „Накнада штете и денационализација”. Правни живот. br. 10: 353—362.
28. Цветић, Раденка (2002). „Евиденција непокретности”. Зборник радова Правног факултета у Новом Саду. 36 br. 1-3: 297—312.
29. Цветић, Раденка (1997). „Боравиште Рома”. Лазић, В., (уред.): Цигане мој: (Роми у Војводини), Нови Сад, ПЧЕСА: 131—134.
30. Цветић, Раденка (1997). „Појам, циљ и правна природа права прече куповине”. Зборник радова Правног факултета у Новом Саду. 31 br. 1-3: 143—154.
31. Цветић, Раденка (1996). „Комшијски односи етажних власника”. [[Комшија, па Бог / [главни уредник Веселин Лазић ; уредници Милош Марјановић, Милан Грујић], Нови Сад, ПЧЕСА]]: 82—85.
32. Цветић, Раденка (1996). „Репарација причињене штете”. 2. Општи семинар грађанског права "Српска цивилистика", Ниш: Правни факултет, Институт за правна и друштвена питања, 22. новембар, 1996.
33. Цветић, Раденка (1995). „Забрана злоупотребе субјективних права”. Зборник радова Правног факултета у Новом Саду. br. 1-3: 205—210.
34. Цветић, Раденка (1995). „Критеријуми за утврђивање злоупотребе права”. 1. Међународна конференција „Злоупотреба права", Ниш: Правни факултет, Институт за правно и друштвено истраживање, 2-3. новембар, 1995: 70—77.
35. Цветић, Раденка (1994). „Државина према Грађанском законику за Кнежевину (Краљевину) Србију”. 1. Међународни научни скуп „Сто педесет година Српског грађанског законика", Ниш: Правни факултет, 22-23. септембар, 1994: 162—175.
36. Цветић, Раденка (1986). „Правична накнада код експропријације”. Правни живот. 36 br. 6-7: 731—744.